# Malthodes taiwanus
Malthodes taiwanus es una especie de coleóptero de la familia Cantharidae.

## Distribución geográfica
Habita en Taiwán.